# Time to Choose
Pour plus de détails, voir Fiche technique et Distribution.
Time to Choose est un  film américain réalisé par Charles H. Ferguson, sorti en 2015.

## Fiche technique
- Titre français : Time to Choose
- Réalisation : Charles H. Ferguson
- Scénario : Charles H. Ferguson et Chad Beck
- Montage : Chad Beck
- Pays d'origine : États-Unis
- Format : Couleurs - 35 mm
- Genre : documentaire
- Durée : 100 minutes
- Dates de sortie :
  -  États-Unis : 4 septembre 2015 (Festival du film de Telluride), 3 juin 2016 (sortie nationale)

## Distribution
- Oscar Isaac : narrateur
- Peter Agnefjäll : lui-même
- Tasso Azevedo : lui-même
- Neal Barnard : lui-même
- Jerry Brown : lui-même
- Mike Brune : lui-même
- Peter Calthorpe : lui-même
- Steven Chu : lui-même
- Dr. Lynn Crosby : elle-même
- Oronto Douglas : lui-même
- Sebastian Duma : lui-même
- Christiana Figueres : elle-même
- Wu Gang : lui-même
- Jane Goodall : elle-même
- Maria Gunnoe : elle-même
- Jennifer Hall-Massey : elle-même
- James Hansen : lui-même
- Danny Kennedy : lui-même
- Jaime Lerner : lui-même
- Peter Lewis : lui-même
- Amory Lovins : lui-même
- Eric Luo : lui-même
- Mia MacDonald : elle-même
- Blairo Maggi : lui-même
- Kuntoro Mangkusubroto : lui-même
- Russ Mittermeier : lui-même
- Jesse Moore : lui-même
- Paul Muller : lui-même
- Kumi Naidoo : lui-même
- Daniel Nepstad : lui-même
- Mary Nichols : elle-même
- Michael Pollan : lui-même
- Paul Polman : lui-même
- Lyndon Rive : lui-même
- Dr. Ian Singleton : lui-même
- Amanda Starbuck : elle-même
- Karen Strier : elle-même
- Bo Webb : lui-même
- Jon Wellinghoff : lui-même
- Bambang Widjojonto : lui-même
- Muhammad Yunus : lui-même